# 北黑文 (緬因州)
北黑文（英語：North Haven）是一個位於美國緬因州諾克斯縣的市鎮。

## 人口
根據2020年美國人口普查的數據，北黑文的面積為213.65平方千米，當中陸地面積為30.10平方千米，而水域面積為183.55平方千米。當地共有人口417人，而人口密度為每平方千米2人。